# La Valle Agordina
La Valle Agordina est une commune de la province de Belluno, dans la région Vénétie, en Italie.

## Administration
| Période                                  | Période | Identité       | Étiquette | Qualité |
| ---------------------------------------- | ------- | -------------- | --------- | ------- |
|                                          |         | Tiziano De col |           |         |
| Les données manquantes sont à compléter. |         |                |           |         |

### Hameaux
Cugnago, Fadés, Lantrago, Matten, Conaggia, Chiesa, Torsas, Gaidòn, Ronche, Ronchet, Cancellade, Noàch, Le Campe, La Muda.

### Communes limitrophes
Agordo, Forno di Zoldo, Longarone, Rivamonte Agordino, Sedico, Zoldo Alto.